# Monta da lavoro
La monta da lavoro è uno sport equestre non rientrante tra le discipline inserite nei WEG. Rientra in questa disciplina la monta maremmana.
Le gare – individuali e a squadre - si articolano in varie prove che evidenziano l'origine di questa tipologia di monta: addestramento, attitudine, gincana e sbrancamento, una prova questa, che consiste nell'isolare nel minor tempo possibile un vitello dal branco.